# Fleckfieberimpfstoff

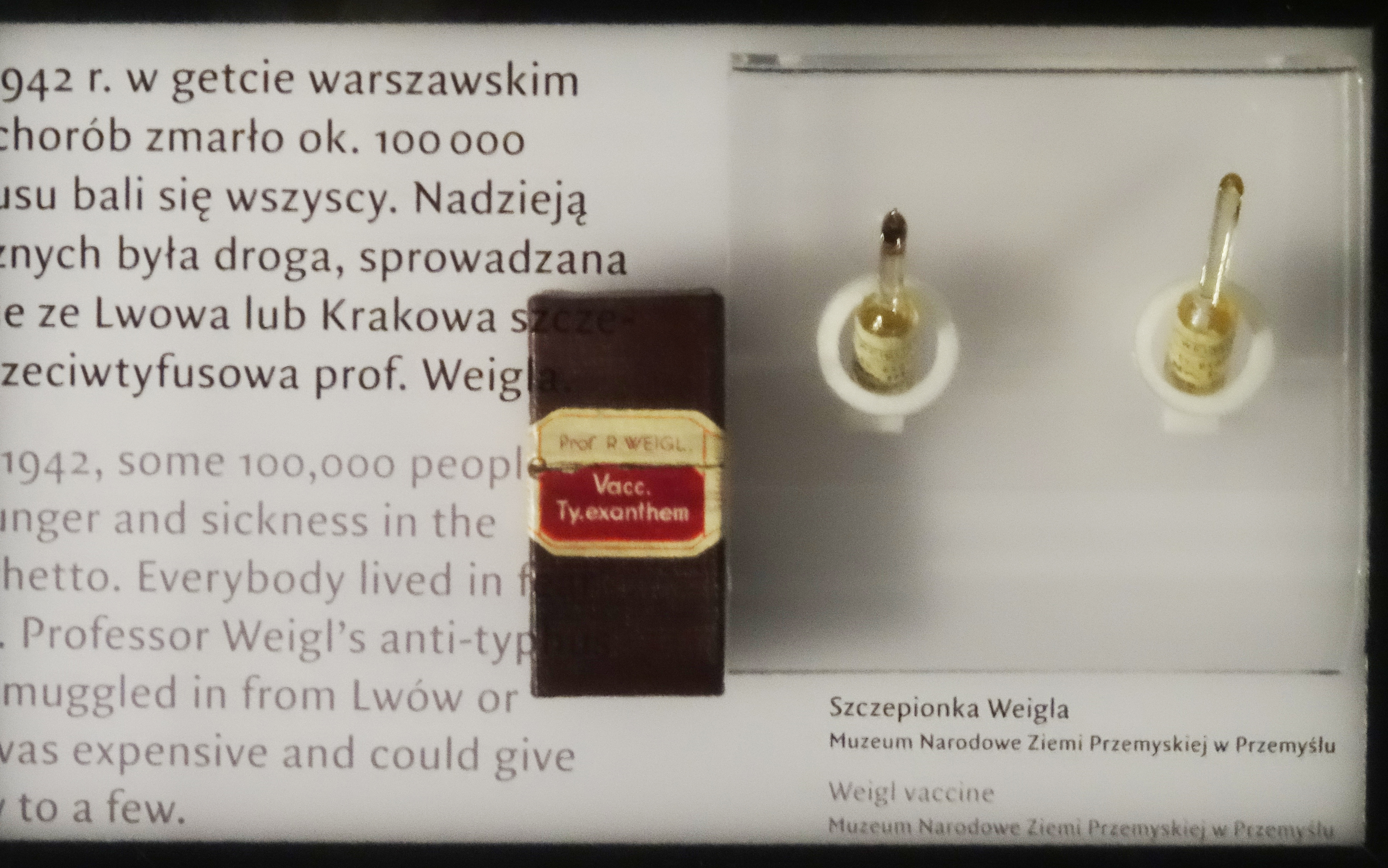
Weigl-Fleckfieberimpfstoff

Ein Fleckfieberimpfstoff ist ein Impfstoff gegen das Bakterium Rickettsia prowazekii, den Erreger des Fleckfiebers.

## Eigenschaften
Es gibt verschiedene Fleckfieberimpfstoffe, die allesamt keine Immunität vermitteln. Fleckfieberimpfstoffe sind entweder Formalin-inaktivierte oder attenuierte Rickettsien. Während der inaktivierte Fleckfieberimpfstoff nur einen kurzen und unvollständigen Impfschutz vermittelt, kommen beim attenuierten Impfstoff (Impfstamm Madrid-E) gelegentliche Reversionen zu einer virulenten Form (Evir) vor. Die Reversion basiert auf einer Punktmutation. Der inaktivierte Impfstoff wird meistens zweimal in vierwöchigem Abstand verabreicht und bewirkt eine sechsmonatige begrenzte Schutzwirkung.
Einer der ersten Fleckfieberimpfstoffe wurden 1924 von R. Spencer und R. Parker entwickelt. Dieser Impfstoff wurde aus Zecken isoliert, die zuvor bei infizierten Meerschweinchen Blut gesaugt hatten, die Rickettsien wurden anschließend mit Phenol und Formalin inaktiviert. Ein weiterer früher Impfstoff wurde in embryonierten Hühnereiern erzeugt (Cox-Impfstoff). Beide Impfstoffe wurden 1973 getestet und bei beiden Impfstoffen entwickelten alle Geimpften eine Erkrankung. Bei erneuter Exposition verlief die Erkrankung in beiden Fällen milder. Ein weiterer inaktivierter Fleckfieberimpfstoff wurde ab 1970 vom US-Militär (USAMRIID) entwickelt und in Zellkulturen von embryonalen Hühner-Fibroblasten erzeugt.
Ebenfalls 1924 entwickelte der polnische Biologe Rudolf Weigl einen Impfstoff aus Rickettsia-Suspensionen, die er aus dem Verdauungstrakt von Läusen gewann (Weigl-Impfstoff). Damit konnte zwar keine Immunität erreicht werden, aber Geimpfte hatten einen deutlich milderen Verlauf im Falle einer Infektion. Es wird geschätzt, dass in den 1930er Jahren acht Millionen Polen und Russen den Impfstoff erhielten. Weitere Fleckfieberimpfstoffe sind der Castaneda-Impfstoff aus Lungengewebe von infizierten Kaninchen und ein früher Impfstoff von Hans Zinsser.